# Rym styczny
Rym styczny – układ rymów, w którym współbrzmiące ze sobą wyrazy znajdują się w kolejnych wersach, najczęściej dwóch, czasem trzech lub więcej. Nazywany jest również rymem przyległym lub sąsiednim. Rym styczny był charakterystyczny dla epoki staropolskiej.
Rymowanie styczne występuje na przykład w Panu Tadeuszu Adama Mickiewicza i w poniżej przytoczonej Elegii siódmej Jiříego Ortena.
Píši vám, Karino, a nevím, zda jste živa,
zda nejste nyní tam, kde se už netoužívá,
zda zatím neskončil váš nebezpečný věk.
Jste mrtva? Poproste tedy svůj náhrobek,
aby se nadlehčil. Poproste růže, paní,
aby se zavřely. Poproste rozpadání,
aby vám přečetlo list o mém rozpadu.
Smrt mlčí před verši. A já v nich před vás jdu
tak mlád, tak krutě mlád a ponejprve zralý,
že ve své mladosti podobám se již králi
zašlého království. Vy jste přec věděla,
co křídel chybí nám k rozletu anděla,
jak krví smějeme se a jak krví pláčem.
Nalezl jsem svůj pád. A chci vám říci, na čem.
W literaturze angielskiej rymowanie styczne wykorzystywali między innymi Geoffrey Chaucer (Opowieści kanterberyjskie), Alexander Pope, (Porwany lok), John Keats (Endymion (poemat)) i Robert Browning (Moja ostatnia księżna).
What dire offence from am'rous causes springs,
What mighty contests rise from trivial things,
I sing—This verse to Caryl, Muse! is due:
This, ev'n Belinda may vouchsafe to view:
Slight is the subject, but not so the praise,
If she inspire, and he approve my lays.
(Alexander Pope, The Rape of the Lock)
Inne układy rymów to rym krzyżowy i rym okalający.